# Прамбахкирхен
Прамбахкирхен (нем. Prambachkirchen) — ярмарочная коммуна (нем. Marktgemeinde) в Австрии, в федеральной земле Верхняя Австрия. 
Входит в состав округа Эфердинг.  Население составляет 2933 человек (на 1 января 2020 года). Занимает площадь 29 км². Официальный код  —  40508.

## Политическая ситуация
Бургомистр коммуны — Франц Таубер (АНП) по результатам выборов 2003 года.